# بيتر جيمس لوريمر
بيتر جيمس لوريمر (بالإنجليزية: Peter James Lorimer)‏ هو رياضياتي نيوزيلندي، ولد في 16 أبريل 1939 في كرايستشرش في نيوزيلندا، وتوفي في 7 فبراير 2010 في أوكلاند في نيوزيلندا.